# 朱祐枟
雍靖王朱祐枟（1481年6月29日—1507年1月17日），明宪宗第八子、母孝惠皇后邵氏。成化二十三年（1487年）受封雍王。弘治十二年（1499年）就藩衡州。为人孝友恭敬，温文尔雅，好学。
正德二年（1507年）地震，王宫倒塌，朱祐枟因而去世（壙志作病故），諡雍靖王。妃吴氏，锦衣卫指挥使吴玉次女。無子，封除。

## 壙誌
王讳祐枟，宪宗皇帝第六子，母贵妃邵氏。生于成化十七年六月初三日，二十三年七月十一日册封为雍王。弘治十二年八月十二日，之国湖广衡州府。正德二年正月初五日以疾薨，享年二十有七。上闻讣哀悼，辍视朝三日，遣官谕祭，谥曰靖。命有司治丧葬如礼。太皇太后、皇太后、英庙皇妃、宪庙皇妃、中宫、母妃、亲王、公主，皆遣祭。妃吴氏，锦衣卫指挥使吴玉次女。上重念王乏嗣，不忍遐弃，特遣内臣奉迎灵柩，归葬于京城之西山，妃及宫官亦居于京。其葬实正德二年八月二十六日也。呜呼！王为帝室至亲，分封大国，为人孝友，温恭雅，好学问，宜膺寿祉，光隆藩辅。而之国未久，遽尔薨逝，其命也夫，然得上之眷念，还葬京师，灵爽有凭而时祀弗绝，亦无憾矣。敬述大概，纳诸幽圹，以昭不朽云。